# Hvalfangst
Hvalfangst betegner jagt på hvaler og er en praksis der mindst kan dateres tilbage til 6.000 f.Kr. Hvalfangst, sammen med andre trusler fra menneskelig aktivitet, førte til drastisk tilbagegang i bestandene af de største hvalarter og en reel bekymring for udryddelse af flere af arterne. Dette førte til at kommerciel hvalfangst blev underlagt et moratorium (fangststop) af den internationale hvalfangstkommission (IWC), ved fangstkvoterne for alle hvaltyper blev fastsat til 0 fra 1986. Siden er de fleste bestande af storhvaler stabile eller i fremgang og kun nordkaperen er stadig stærkt udryddelsestruet. Ved IWC’s årlige møde i 2006 blev Saint Kitts og Nevis deklarationen, som var en protest mod moratoriet, tiltrådt af flertallet af medlemslandene; hvilket i princippet kan give dem ret til at genoptage kommerciel hvalfangst.
De mest aktive støtter af forbuddet mod kommerciel hvalfangst opretholdes er Australien, New Zealand, Storbritannien og USA, disse lande har officielt tilkendegivet at deres synspunkt grunder i behovet for fredning af truede arter. Presset fra disse lande er størst på Japan der ifølge beskyldninger søger at omgå forbuddet mod kommerciel hvalfangst. Australien har fx derfor forøget presset på Japan, for at standse den japanske fangst, som ellers udføres med videnskabelige formål. Den 8. januar 2008 udsendte den australske regering inspektionsskibet Oceanic Viking til farvandet ved Antarktis for at overvåge og samle beviser for japanske hvalfangeres mulige overtrædelser af IWC’s regulativer.

## Hvalfangstens historie
De første hvalfangere begyndte deres jagt i forhistorisk tid, men fangsterne har langt op i historisk tid været begrænset til kystnære farvande. Selv tidligt i historien har hvalfangst haft stor betydning for både den kulturelle og økologiske udvikling i visse dele af verden. Selv om tidlig jæger-samler kultur normalt regnes for at have en meget lille økologisk betydning, tyder studier dog på at hvalfangst i Arktis har medført forandringer i ferskvandssystemerne.  Udviklingen af moderne og avanceret hvalfangst-teknologi tog først fart i 19. århundrede, da efterspørgslen efter hvalolie steg. og igen i det 20. århundrede, hvor efterspørgslen rettede sig mod hvalkød. I denne periode var Nantucket i USA verdens vigtigste hvalfanger-havn.
Før dampskibenes tid var hvalfangst yderst risikabelt. Den foregik i verdens mest vejrhårde egne. Kun i nogle få sommeruger trak havisen sig så meget tilbage, at hvalfangerne kunne smutte gennem Beringstrædet og ind til de bedste fangstfelter. Nord for Alaska, mellem lunefuld drivis og lumske våger kunne de komme på skudhold af en hval, hejse de små både ned og ro så stille som muligt hen til byttet, harpunere hvalen og klamre sig fast, når byttet jog ned mod dybet for at undslippe. Faren var stor for at fanges i isen og måtte tilbringe en lang, uvis og iskold vinter om bord, før havet igen åbnede sig. I efteråret 1871 blev 32 hvalskuder fanget i pakis og knust nord for Point Barrow. Som ved et mirakel overlevede alle, efter at 1.200 mand måtte forlade skibene og gå om bord i de få, der var undsluppet; men hvalfangerflåden havde fået et slag, det tog mange år at komme over. Dampskibene gjorde hvalfansten lidt tryggere. Modeindustrien gjorde den også lukrativ. Hvalbarderne var velegnet til de korsetter, damer den gang ikke kunne klare sig uden. De tynde spilere, man lavede af hvalbarderne, havde den styrke og spændstighed, der skulle til for at klemme kvindekroppen ind i den rigtige façon. I løbet af én sæson kunne over tusinde hvaler bøde med livet for et modelunes skyld. Stanken fra de rådnende ådsler, hvalfangerne havde fjernet barderne fra, kunne lugtes i mils omkreds. Lige så slemt var det for inuit-befolkningen, der gik sultedøden i møde, efterhånden som havet blev tømt for hvaler. 

## Moderne hvalfangst
Hvalolie har kun lille kommerciel betydning i dag, og den økonomiske gevinst knytter sig især til hvalkød. Vågehvalen er i dag det vigtigste byttedyr, den næstmindste bardehval. Ud fra de seneste optællinger estimeres populationen af denne art til at ligge omkring 179.000 i central, øst og Nordatlanten og 700.000 omkring Antarktis i Sydpolarhavet.
Det international samarbejde omkring regulering af hvalfangst begyndte i 1931 og i dag findes der en række multi-laterale aftaler på området, hvoraf International Convention for the Regulation of Whaling (ICRW) fra 1946 er den vigtigste; Den internationale hvalfangstkommission (IWC) blev grundlagt på baggrund af denne konvention, med det formål at styre og rådgive hvalfangernationerne ud fra den videnskabelige komites arbejde. Lande der ikke er medlemmer af IWC er dog heller ikke bundet af dens regulationer.
Medlemmerne af IWC vedtog på et møde 23. juli 1982 at indføre et totalt stop for al fangst af store hvaler; dette moratorium skulle gælde fra 1985-86 sæsonen. Siden 1992 har IWC’s videnskabelige komite anbefalet at der kunne indføres kvoter for visse hvaltyper som ikke var truet; det er hidtil blevet afvist af IWC. Norge driver fortsat kommerciel fangst på vågehvaler i henhold til IWC’s regulationer, da landet har indgivet en officiel protest mod moratoriet.

## Hvalfangstnationer
I mange lande rundt om i verden findes der hvalfangertraditioner der går langt tilbage i tiden, nogen steder foregår fangsterne stadig på oprindelig vis, men der andre steder er blevet indført moderne fangstmetoder.

### Færøerne
På Færøerne er der blevet drevet hvalfangst i hvert fald siden 10. århundrede. I dag er fangsten strengt reguleret af de færøske myndigheder og det traditionelle grindefangst er godkendt af IWC. Hvert år bliver der fanget omkring 950 grindehvaler, mest i løbet af sommersæsonen. Indimellem fanges også andre hvaler, fx Nordlig døgling og Hvidskæving, døgling jagtes dog ikke, men strander af sig selv i bygderne Hvalba og Sandvík på Suderø. Det vides ikke, hvorfor de gør det. Når det sker, så aflives de og kødet skæres af hvalen og deles gratis ud i lige store portioner til alle i kommunen. Grindedrab (grindadráp på færøsk betyder slagtning af hvaler) drives på ikke-kommerciel vis og foregår på bygdeplan, hvor alle som har fået uddannelse i slagteteknik kan deltage, og kødet og spækket fordeles blandt lokalbefolkningen. Når en flok hvaler opdages tæt på land, udsendes der grindebud, hvis sysselmanden giver tilladelse til, at jagten kan starte. Derefter placerer bådene sig i en halvcirkel, således at hvalerne kan drives ind i en bugt eller fjord, som er godkendt til formålet, hvor selve slagtningen foregår.
Størstedelen af færingerne anser fangsten af grindehvaler som en meget vigtig del af deres madkultur. Dyreretsforkæmpere har ofte kritiseret denne jagt for at være grusom og unødvendig, mens jægerne til det indvender, at deres kilder til denne praksis (mest udenlandske journalister, der som oftest får nyhederne med blodige billeder og video fra dyreværnsorganisationer) ikke har tilstrækkelig viden om fangstmetoderne og den økonomiske betydning. Andre argumenterer med at hvalerne i højere grad er truet af den omfattende havforurening fra de store industrinationer end fra den færøske jagt. Der er foretaget undersøgelser af dyre- og fugleliv i det arktiske område ved Grønland og Færøerne, og disse viser høj koncentration af bromerede flammehæmmere, DEHP (Ftalat) blev påvist i koncentrationer mellem 75-161 ng/g vådvægt ved alle prøver.
Fra 1894 og frem til 1984 blev der også drevet jagt på storhvaler i havet omkring Færøerne. Det var nordmænd, der byggede de syv hvalstationer, der blev bygget i perioden 1894-1905. Flere af dem blev senere drevet af færinger. De syv hvalstationer var placeret på fire øer, hvoraf tre var på Strømø. Hvalstationerne lå ved disse steder: i Gjánoyri ved Langasandur på Strømø (1894-1925), i Norðdepil på Borðoy (1898-1920), i Lopra på Suderø (1901-1953), i Funningsfjørður på Østerø (1901-1925), i Selvík på Vágar (1902-1912), i Signabøur på Strømø (1902-1912), ved Áir på Strømø (1905-1984). Selv om hvalstationen ved Áir var åben indtil 1984, så holdt den sædvanlige produktion op i 1958, dvs. produktion af olie, tørfoder til eksport og hvalkød til skibe og færøske husholdninger. Hvalstationen ved Áir er den eneste hvalstation af norsk oprindelse der stadig eksisterer på den nordlige halvkugle.

### Grønland
Fangere fra Grønland dræber årligt omkring 175 store hvaler, hvilket gør det til det tredjestørste jagtområde i verden efter Norge og Japan; dog udgør denne fangst kun omkring en tredjedel af den norske og den japanske på mere end 600 dyr. I IWC behandles Vest og Østgrønland som to separate befolkningsområder, og de tildeles derfor to forskellige kvoter, langt størstedelen til vestkysten. Årligt fanges der omkring 150 vågehvaler i øst og 10 finhvaler i vest. For at drive hvalfangst skal have en særlig tilladelse af myndighederne.
Hvalfangst regnes på linje med andre former for jagt som en integreret del af den grønlandske kultur, identitet og historie, dvs. hvalfangst stadig er vigtig for grønlænderne både som en realitet og et symbol. Kød fra havpattedyr har historisk udgjort en vigtig ernæringsmæssig kilde for befolkningen i et land, hvor landbrug har svære betingelser. 
I Danmark støtter et flertal i befolkningen en forlængelse af moratoriet mod kommerciel hvalfangst, men flertallet støtter samtidig også den grønlandske befolknings ret til at drive hvalfangst.

### Norge
| År   | Kvote | Fangst |
| 1994 | 319   | 280    |
| 1995 | 232   | 218    |
| 1996 | 425   | 388    |
| 1997 | 580   | 503    |
| 1998 | 671   | 625    |
| 1999 | 753   | 591    |
| 2000 | 655   | 487    |
| 2001 | 549   | 550    |
| 2002 | 671   | 634    |
| 2003 | 711   | 646    |
| 2004 | 670   | 541    |
| 2005 | 797   | 639    |
| 2006 | 1052  | 546    |
| 2007 | 1052  | 592    |

Kun fangst af vågehval er tilladt, fra en population på 107.000 individer (2008) i det nordøstlige Atlanterhav og er ifølge myndighederne og dets fortalere bæredygtig.
Norge har indgivet en officiel protest mod IWC’s moratorium og er derfor ikke bundet juridisk af det.
I 1993 genindførte regeringen derfor atter fangstkvoter for vågehval. Siden 2006 da fangstkvoten blev forøget med 30%, har det været tilladt at nedlægge 1.052 vågehvaler om året. Siden genoptagelsen af fangst af vågehvaler i 1993 er fangstkvoterne sjældent blevet udnyttet fuldt ud.
Forud for moratoriet, fangede norske skibe omkring 2.000 vågehvaler om året. Norge har eksporteret en begrænset mængde hvalkød til Færøerne og Island. Man har i flere år forsøgt også at få lov til at eksportere til Japan og dette blev opnået i 2009.

### Island
I modsætning til Norge indgav Island ikke en officiel protest mod IWC’s moratorium, mellem 1986 og 1989 blev der dog årligt fanget omkring 60 dyr i Island til videnskabelige formål. Stærke protester fra andre lande, der anså videnskabelig hvalfangst som en omgåelse af moratoriet, betød af Island stoppede sin hvalfangst i 1989. Efter IWC valgte ikke at følge sin egen videnskabelige komites anbefaling om fornyet kommerciel fangst trådte Island ud af IWC i 1992.
Island genindtrådte i IWC i 2002 med reservationer mod moratoriet; denne reservation er dog ikke anerkendt af de nationer der er imod ophævelsen af det. I 2003 genoptog Island sine fangster med videnskabelige formål, og præsenterede et program ved IWC’s møde i 2003 der omfattede nedlæggelsen af 100 vågehvaler, 100 finhvaler 50 sejhvaler i 2003 og 2004. det primære forhold med disse studier var at øge forståelsen af interaktionen mellem hvaler og fisk (de stærkeste fortalere for fornyet hvalfangst er fiskere der er bekymret for fiskebestandene). Da IWC’s videnskabelige komite udtrykte tvivl om undersøgelsernes værdi og relevans for IWC’s målsætninger, blev der ikke taget nogen beslutninger om forslaget. Island havde i forvejen i 2003 en kvote på 38 vågehvaler som kunne fanges til videnskabelige formål, i 2004 var det 25 og i 2005 39. i 2006 genoptog Island den kommercielle fangst, og den årlige kvote blev fastsat til 30 vågehvaler og ni finhvaler. Hvalfangst støttes af omkring trefjerdedele af Islands befolkning. Derved brød Island officielt med IWC’s moratorium da islandske fiskere 22. oktober nedlagde en finhval på 60 tons.

### Japan
Da det internationale hvalmoratorium blev indført af IWC i 1982, indgav Japan en officiel protest. Den blev dog trukket tilbage igen i 1987 efter at USA havde truet med sanktioner; Japan er derfor juridisk bundet af moratoriet, i modsætning til Norge, Rusland og (mere kontroversielt) Island; der alle har en protest liggende hos IWC. Japan stoppede de kommercielle fangster ved Antarktis i 1987, men påbegyndte samme i stedet et kontroversielt videnskabeligt program, JARPA, hvor fangster indgik.
Japans hvalundersøgelsesprogram bliver af flere anti-hvalfangst-grupper betegnet som videnskabeligt unødvendigt, og at det i realiteten fungerer som et skalkeskjul for en fortsættelse af den kommercielle fangst. Kødet fra de dyr der dræbes i denne forbindelse sælges efterfølgende på det japanske marked. De japanske myndigheder begrunder denne type hvalfangst med at analyser af maveindholdet fører til en vigtig indsigt i hvalers fødevaner, at analyser af ørepropper er den eneste pålidelige måde at fastslå alderen på et eksemplar, samt at slægtskabsforhold i populationerne kun kan bestemmes ved hjælp af vævsprøver. Disse argumenter er dog også blevet kritiseret af medlemmer af IWC’s videnskabelige komite.
På sin side kritiserer Japan de lande der støtter moratoriet for bevidst at bevidst at forsinke og forhindre arbejdet i IWC der kan føre til genindførelse af kontrolleret og bæredygtig hvalfangst. Dertil forsvarer Japan sig med at de blot udfører det arbejde IWC har bedt dem om.
I 2005 meddelte Japan at man ville udvide antallet af hvaler der skulle fanges; det betød at kvoten for sejhvaler ville være på 100, kaskelothvaler: 10, pukkelhvaler: 50, finhvaler: 50, brydeshvaler: 50, samt 850 vågehvaler; flere af disse arter optræder på IUCN’s rødliste som enten truede eller sårbare.

### Rusland
Sovjetunionen Indgav en officiel protest mod fangst-moratoriet i 1982, og Rusland, som har overtaget alle internationale forpligtelser fra Sovjetunionen, er derfor ikke juridisk forpligtet til at følge IWC’s regulativer. I 1999 besluttede regeringen at russiske hvalfangere kunne op til 200 tons hvidhvaler årligt, som kunne sælges på det japanske marked, men efter kun ti dage blev den atter ophævet.
Beboere i den autonome Chukotka Okrug i det østligste Rusland har under IWC’s regulativer tilladelse til at fange op til 140 gråhvaler årligt i det nord-østlige Stillehav.

### USA
I USA drives hvalfangst af indfødte fra ni forskellige inuit-befolkningsgrupper i Alaska, samt Makahstammen i staten Washington. Hvalfangsten i Alaska administreres af Alaska Eskimo Whaling Commission som rapporterer til centralregeringen (NOAA).
USA udnytter en undtagelse tilladt af Den internationale hvalfangstkommission (IWC), der giver indfødte amerikanere lov til at jage til eget behov eller af kulturelle grunde. Årlige fangster øgedes fra 18 hvaler i 1985 til over 70 hvaler i 2010. IWC-kvoten for grønlandshval tillader fangst af op til 336 dyr i perioden 2013 - 2018. USA er i øvrigt underlagt forbud mod hvalfangst.

### Canada
Canada trådte ud af IWC i 1982 og er derfor rent juridisk ikke bundet af kommissionens moratorium mod hvalfangst. Den canadiske hvalfangst drives af inuitter flere forskellige steder i landet. Kødet bliver typisk solgt i butikker og supermarkeder; det sælges dog typisk i de nordlige områder, hvor hvalkød indgår i den lokale madtradition.
I Canada nedlægges cirka 600 narhvaler årligt. I Beauforthavet nedlægges årligt 100 hvidhvaler,
300 i det nordlige Québec (Nunavik),
og et ukendt antal i Nunavut. Den årlige fangst af hvidhval i områderne Beaufort og Quebec varierer mellem 300 og 400. Antallet er ikke tilgængeligt for Nunavut siden 2003, da mindst 200-300 hvidhvaler blev nedlagt.
Jægere i Hudsonbugten spiser sjældent kød af hvidhval. De fodrer hundene og overlader resten til vilde dyr.

### Caribien
Fra Grenada, Dominica og Saint Lucia bliver der også foretaget hvalfangst, dog i mere begrænset omfang. De arter der normalt fanges er kortluffet grindehval, dværgspækhugger og langnæbbet delfin. I hele det caribiske område fanges der årligt omkring 400 grindehvaler, og deres kød solgt på de lokale markeder. Jagten på hvaler af denne størrelse er ikke reguleret af IWC.
I Saint Vincent og Grenadinerne og på øen Bequia har IWC givet tilladelse til at de indfødte på disse øer kan fange op til fire pukkelhvaler om året, hvor de benytter sig af deres traditionelle jagtmetoder og udstyr.

### Indonesien
Lamalera, på den sydlige kyst af øen Lembata og Lamakera på naboøen Solor er de sidste to samfund i Indonesien, hvor økonomien er bygget på hvalfangst. Hvalfangerne overholder stadig en række religiøse tabuer som betyder at alle dele af dyret bliver brugt. Omkring halvdelen af fangsten bliver forbrugt i landsbyen, mens den resterende del bliver solgt på markederne i lokalområdet. I 1973 sendte FN's udviklingsorganisation Food and Agriculture Organization (FAO) et moderne hvalfanger skib sammen med en erfaren norsk hvalfanger med det formål at modernisere og effektivisere hvalfangsten der. Dette projekt varede tre år uden succes; ifølge FAO’s evaluering havde Lamalerans udviklet en jagtmetode der fungerede med deres naturlige ressourcer, egne kulturelle grundværdier og levevis.

### Bifangst og illegal jagt
Siden IWC’s moratorium trådte i kraft har der været flere tilfælde af illegale nedlæggelser af hvaler i IWC’s medlemslande. I 1994 fx rapporterede IWC på basis af DNA test af hvalkød solgt på markeder i Japan, at der udover lovligt kød fra vågehvaler også blev solgt kød fra andre arter af bardehvaler, som det ikke er tilladt at nedlægge; det drejede sig om ca. 10-25% af kødet på markedet i 1993. Senere undersøgelser i 1995 og 1996 viste at andelen af ulovligt kød var faldet til 2.5%. Dette kød stammer primært fra bifangster.
I 1985 placerede en aktivistorganisation, Earthtrust, en person undercover på et koreansk fiskeskib, vedkommende tog i den forbindelse flere billeder af fangster af finhvaler og rethvaler, hvilket var i klar modstrid med IWC’s regler.

## Argumenter i debatten omkring hvalfangst
Hvaler lever længe og bliver først kønsmodne efter relativt mange år, hvilket betyder at det tager lang tid at genopbygge en bestand, når den igennem mange år er blevet overudnyttet gennem industrialiserede fangster. Udover kødet har hvaler også økonomisk værdi indenfor turisme (hvalsafari). Den internationale debat drejer sig bl.a. om fredning, bæredygtighed, national suverænitet, dyrevelfærd, dyreret og hensyn til traditionel levevis.
Med hensyn til dyrevelfærd har et debatemne været, hvor meget dyrerne led i forbindelse med fangsten. Debatten har i forbindelse med Japans fangster særligt drejet sig om nødvendigheden af nedlæggelsen af hvaler i forbindelse med videnskabelige undersøgelser. Også hvalers eventuelle negative indflydelse på fiskebestande har været genstand for debat.
Hvalsafari-industrien og modstandere af hvalfangst mener, at man under hvalfangsten nedlægger de hvaler der er "venlige" og nysgerrige, fordi de er nemmest at fange. Således bliver det et samlet økonomisk tab, fordi hvalsafari-industrien (medregnet hotelbesøg, restauranter og lignende) derved mister flere indtægter end hvalfangsten skaber. Dette emne er særligt omstridt i Island, da der her findes en meget udviklet hvalsafari-industri og fangst af hvidhvaler blev genoptaget i 2003. Brazilien, Argentina og Sydafrika mener at hvalsafari er en stigende milliard-dollar industri.
Siden forbuddet mod hvalfangst i 1986 af IWC har Japan udført sin hvalfangst ved at udstede tilladelser til videnskabelige undersøgelser. Værdien af prøver fra døde hvaler ("lethal sampling") er et meget omstridt emne. Det erklærede mål for det japanske JARPA-forskningsprogram er at etablere bæredygtig hvalfangst i Det Sydlige Ishav. Fortalere for hvalfangst i Japan mener, at når man vil påtvinge Japan kulturelle normer er det samme som hvis hinduer hypotetisk ville gennemtvinge et internationalt forbud mod at slå køer ihjel.
Organisationer der taler for dyreret mener, at dyr har grundlæggende rettigheder der fortjener anerkendelse, hensyn og beskyttelse. Derfor har mennesker en moralsk forpligtelse til at minimere eller undgå at medvirke til at skade dyr, ligesom de har i forhold til andre mennesker. Dyr bør ikke anvendes til mad, tøj, videnskabelige studier eller underholdning.

## Eksterne link
- People profiting from the issue of Whaling Arkiveret 15. januar 2008 hos  Wayback Machine
- Online dokumentar om hvaljægere i Lamalera  Arkiveret 17. maj 2006 hos  Wayback Machine
- Christmas 2005: Åbent brev til Greenpeace Japan fra det japanske institut for hvalforskning (PDF )
- Greenpeace side om hvalfangst Arkiveret 17. juni 2006 hos  Wayback Machine
- High North Alliance – pro-hvalfangst webside
- Vancouver Review Arkiveret 8. juli 2007 hos  Wayback Machine – Terry Glavins kritik af Greenpeace.
- World Conservation Trust Foundation om hvalifangst Arkiveret 12. januar 2008 hos  Wayback Machine